# Sigmoria kleinpeteri
Sigmoria kleinpeteri är en mångfotingart som först beskrevs av Hoffman 1949.  Sigmoria kleinpeteri ingår i släktet Sigmoria och familjen Xystodesmidae. Inga underarter finns listade i Catalogue of Life.